# Рандаццо
Рандаццо (італ. Randazzo, сиц. Rannazzu) — муніципалітет в Італії, у регіоні Сицилія,  метрополійне місто Катанія.
Рандаццо розташоване на відстані близько 500 км на південний схід від Рима, 145 км на схід від Палермо, 45 км на північ від Катанії.
Населення — 10 966 осіб (2014).
Щорічний фестиваль відбувається 19 березня. Покровитель — San Giuseppe.

## Демографія
Населення за роками:

Станом на 1 січня 2023 року в муніципалітеті офіційно проживали 262 іноземці з 27 країн, серед них 107 громадян країн Євросоюзу та 3 громадяни України.

## Сусідні муніципалітети
- Адрано
- Бельпассо
- Б'янкавілла
- Бронте
- Кастільйоне-ді-Сицилія
- Чентурипе
- Флореста
- Малетто
- Ніколозі
- Регальбуто
- Роччелла-Вальдемоне
- Сант'Альфіо
- Санта-Доменіка-Вітторія
- Торторичі
- Троїна
- Цафферана-Етнеа